# Robert Keller (Jurist)
Robert Keller (* 23. Juni 1967 in Düsseldorf) ist ein deutscher Jurist. Seit dem 1. Dezember 2014 ist er Richter am Bundesverwaltungsgericht, seit August 2022 Vorsitzender Richter.

## Leben
Robert Keller wurde 1967 in Düsseldorf geboren. Nach dem Jurastudium begann Keller seine juristische Laufbahn als Richter am Verwaltungsgericht Stuttgart. Einer mehrjährigen Abordnung an das Justizministerium Baden-Württemberg folgte im Dezember 2003 der Wechsel an eben dieses unter Ernennung zum Regierungsdirektor. Zeitgleich zu seiner Rückkehr an das Verwaltungsgericht Stuttgart im November 2005 erfolgte eine Abordnung an den Verwaltungsgerichtshof Baden-Württemberg sowie anschließend an das Bundesverfassungsgericht. Im April 2007 wurde Keller an den Verwaltungsgerichtshof Baden-Württemberg unter Ernennung zum Richter am Verwaltungsgerichtshof versetzt. Am 1. Dezember 2014 trat Keller das Amt als Richter am Bundesverwaltungsgericht an, wo er dem 7. Revisionssenat zugewiesen wurde. Keller bekleidete mehrere Jahre das Amt des Präsidalrichters. 2017 wechselte er in den 10. Revisionssenat, anschließend 2018 in den 8. Revisionssenat. Mit der Ernennung zum Vorsitzenden Richter am 2. August 2022 übernahm er den Vorsitz des 1. Revisionssenats.

## Veröffentlichungen (Auswahl)
- Vorvertragliche Schuldverhältnisse im Verwaltungsrecht: zugleich ein Beitrag zur Rechtsverhältnislehre (Berlin, Duncker & Humblot 1997) (Dissertation)
- Die VwGO in Fällen (Kohlhammer 2010), mit Eva Menges